# Reações de substituição α-carbonila
Reações de substituição α-carbonila são reações que envolvem a desprotonação do carbono próximo ao grupo carbonila (posição α) de aldeídos, cetonas e derivados do ácido carboxílico, por uma base e a substituição por um eletrófilo.

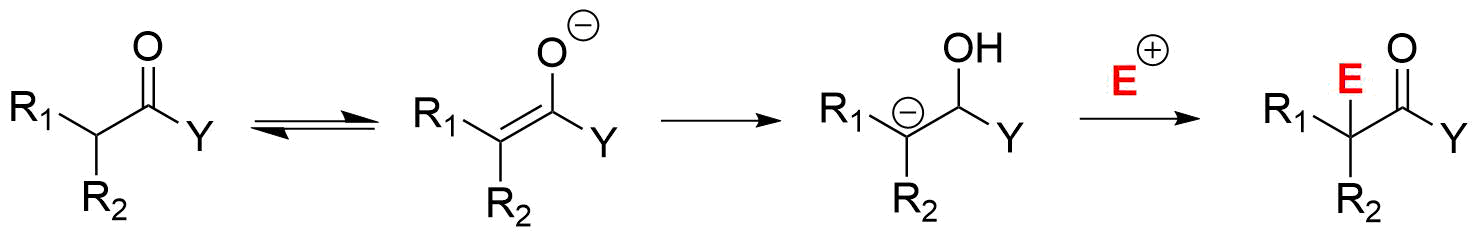
Desprotonacao do carbono alfa e a substituicao por um eletrofilo

## Mecanismo
A primeira etapa da reação é a retirada do hidrogênio {\displaystyle (H)} do {\displaystyle carbono} {\displaystyle \alpha }  de compostos carbonilados por uma base, formando um enolato, que a princípio pode ser reversível. Isso ocorre porque a ligação {\displaystyle C_{\alpha }-H} pode se sobrepor com a ligação {\displaystyle C=O} {\displaystyle \pi } na lateral. Logo, a desprotonação do {\displaystyle carbono} {\displaystyle \alpha } resulta na deslocalização eletrônica no domínio da ligação {\displaystyle C_{\alpha }-H} em relação ao oxigênio, tornando a ligação {\displaystyle C_{\alpha }-H} levemente polar.
A principal característica do enolato formado é deslocalizada ao longo da fração {\displaystyle C_{\alpha }-C=O}. Duas estruturas de ressonância, A e B, podem ser escritas para o enolato. Na estrutura A, a carga negativa está no carbono, e na estrutura B a carga negativa está no oxigênio.
Na presença de um eletrófilo o enolato reage com este (2), uma vez que o ânion enolato é rico em elétrons e, portanto, é um nucleófilo forte. Logo, quando o enolato reage com um eletrófilo, o eletrófilo é geralmente ligado ao carbono nucleofílico no final da reação (3).

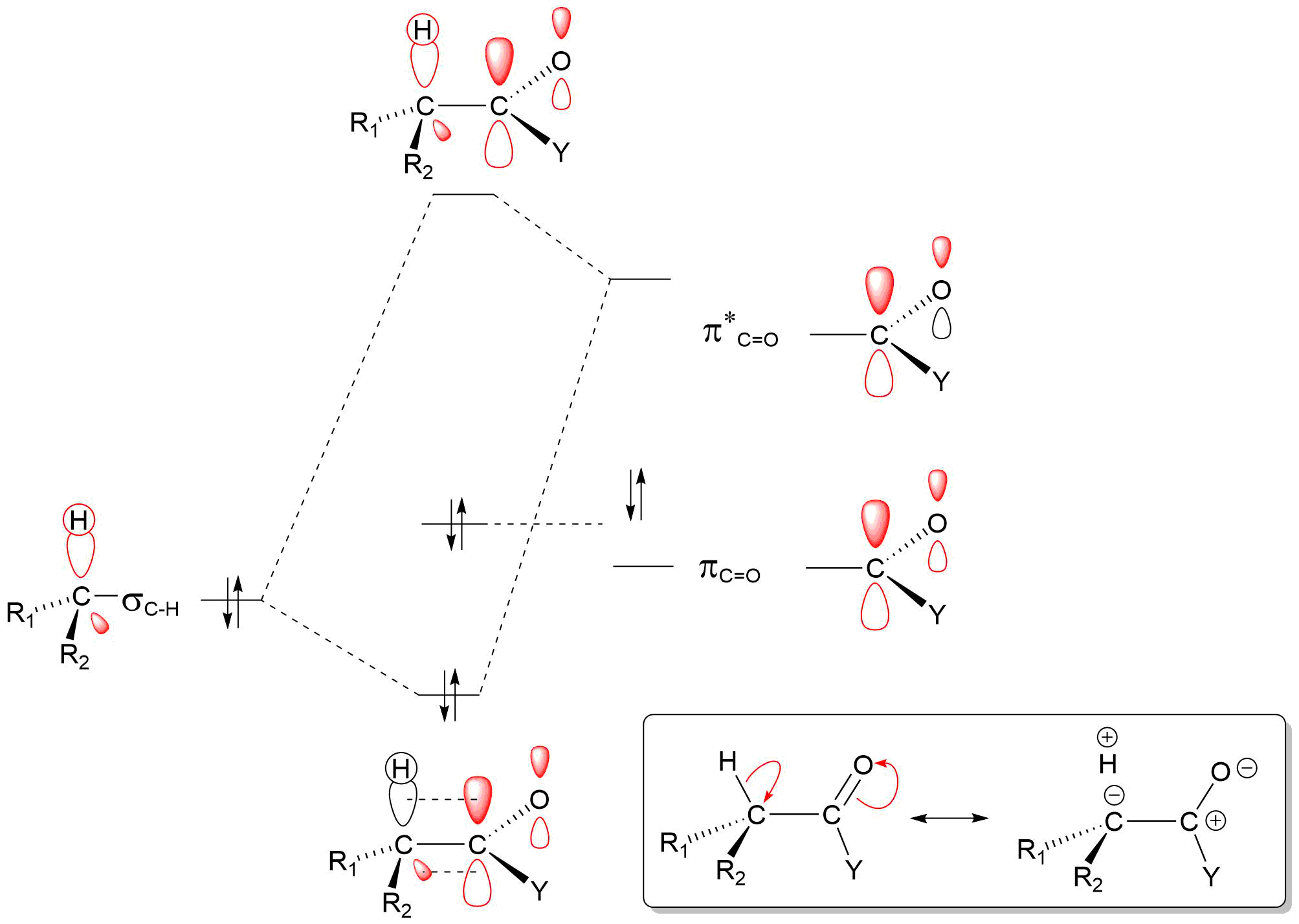
Orbitais moleculares formados devido a hiperconjugação entre o a ligação do carbono alfa com hidrogênio e a ligação com carbonila

## Acidez de átomos de hidrogênio do carbono-α
A desprotonação do {\displaystyle carbono} {\displaystyle \alpha } só é possível devido ao seu carácter ácido associado a deslocalização da carga negativo ao longo da ligação {\displaystyle C_{\alpha }-C=O}, estabilizando o carbono. A presença dos grupos metila doadores de elétrons no {\displaystyle carbono} {\displaystyle \alpha } diminui a acidez, tornando a ligação {\displaystyle C_{\alpha }-C=O} menos polarizada.
Logo, a desprotonação, por ser uma reação ácido base,  ocorre porque o hidrogênio do carbono (b) é menos ácido que o hidrogênio do carbono (a) e, em geral, um átomo de hidrogênio em um carbono substituído é mais ácido que um átomo de hidrogênio em um carbono mais substituído. Isso irá se refletir, portanto, nos valores de {\displaystyle pK_{a}}: o {\displaystyle pK_{a}} do composto {\displaystyle (1)} é maior (desfavorecendo a desprotonação) do que o {\displaystyle pK_{a}} do composto {\displaystyle (2)} (desprotonação mais favorecida).

## Reações que envolvem o íon inolato
Compostos contendo carbonila, como aldeídos, cetonas e ésteres, sofrem reações de alquilação via formação de íon enolato. Um enolato reage como um nucleófilo, onde tanto o carbono desprotonado como o oxigênio são nucleófilos. No entanto, em reações de alquilação o carbono nucleofílico predomina ao reagir com um haleto de alquila.
Compostos carbonílicos contendo hidrogênio α também podem sofrer substituição de halogênio na presença de ácido ou base.
Os enolatos podem reagir com muitos eletrófilos que não haletos de alquila. Um exemplo é a abertura de um anel nucleofílico de um epóxido para produzir álcool, ocorrendo no carbono menos estereoquimicamente impedido.